# Casearia tacanensis
Casearia tacanensis är en videväxtart som beskrevs av Cyrus Longworth Lundell. Casearia tacanensis ingår i släktet Casearia och familjen videväxter. Inga underarter finns listade i Catalogue of Life.